# Savogna
Savogna (Sauodnja in dialetto sloveno locale, Sovodnje in sloveno Savògne in friulano) è un comune italiano di 353 abitanti del Friuli-Venezia Giulia.

## Geografia fisica

### Territorio

#### Orografia
Il territorio comunale ha una estensione di 22,11 km² ed una altitudine compresa tra i 196 m s.l.m. del fondovalle ed i 1641 metri della cima del monte Matajur. È formato dalle vallate del torrente Alberone e del torrente Rieca, dalle pendici meridionali del monte Matajur e dagli ultimi contrafforti settentrionali del monte Colovrat.
Il territorio del Comune è prevalentemente montano con il Matajur che domina tutte le vallate sottostanti e sulla cui sommità passano i confini comunali e quelli con la repubblica di Slovenia. Le altre cime presenti sono composte dagli ultimi contrafforti settentrionali del monte Colovrat e precisamente il monte San Giovanni, alto 704 m s.l.m. ed il monte San Egidio, alto 634 m s.l.m. La parte più interessante dal punto di vista alpinistico del territorio comunale, cioè quella che conduce alla vetta del monte Matajur, è attraversata dai Sentieri Italia contraddistinti dai segnavia CAI numero 736 e 745 (Alta Via Valli del Natisone), numero 725 (Sentiero naturalistico monte Matajur) e dal sentiero numero 749..

#### Idrografia
Il territorio comunale è attraversato dal torrente Alberone, che dà il nome alla vallata dove sorge Savogna. Nasce dalla sorgente Skrila a 1403 m s.l.m., sul fianco meridionale del Matajur ed agli inizi scorre con i nomi di Skrila e di Skaunjak e, dopo essere giunto nelle vicinanze dell'abitato di Losaz, assume il nome definitivo di Alberone. Dopo aver raccolto le acque di tutti i torrentelli che scendono dal Matajur (Deposa, Mollo, Mesce, Fuso, Iesina, ecc) e quelle, più abbondanti, dei torrenti Rieca e Cosizza, l'Alberone confluisce nel fiume Natisone nei pressi del paese di Ponte San Quirino. Il torrente Rieca ha invece origine sul monte Moruzzo nei pressi di Luicco e, dopo aver percorso 3 chilometri in Slovenia, entra in Italia nei pressi di Polava e scende, formando innumerevoli cascatelle, fino a Savogna dove si unisce all'Alberone. Nei pressi di Cepletischis il torrente Rieca, per la continua erosione delle rocce carbonatiche, forma una forra larga appena qualche metro e profonda 20 metri, che può essere ammirata dal ponte della strada che sale verso il passo del Prievalo.

#### Geodesia e sismologia storica
Le mappe geologiche delle Prealpi Giulie fanno risalire le asperità del comune all'epoca dell'eocene.
L'area comunale è ricca di cavità e grotte carsiche: il catasto regionale delle grotte del Friuli Venezia Giulia indica la presenza di 57 caverne e pozzi. Le grotte più importanti sono: nei pressi di Tercimonte la Ta Pot Čelan Jama, lunga circa 250 metri, la Pod Figuozo Jama, che le leggende popolari indicano come abitata dalle Krivapete, e la Velika Jama, lunga solo 32 metri ma interessante per il ritrovamento dei resti di Ursus Speleus e di numerosi manufatti risalenti al periodo neolitico; nei pressi di Cepletischis la Mitica con splendide concrezioni e numerosi laghetti ; nei pressi di Masseris la grotta di Casera Glava e la grotta di Jeronizza.
La classificazione sismica del comune è a livello 1 (sismicità alta), Ordinanza PCM n. 3274 del 20/03/2003 ).

### Clima
In base alla media trentennale di riferimento 1961-1990, la temperatura media del mese più freddo, gennaio, si attesta a -0,6 °C; quella del mese più caldo, luglio, è di +17,4 °C.
| Savogna Montemaggiore | Mesi | Mesi | Mesi | Mesi | Mesi | Mesi | Mesi | Mesi | Mesi | Mesi | Mesi | Mesi | Stagioni | Stagioni | Stagioni | Stagioni | Anno |
| Savogna Montemaggiore | Gen  | Feb  | Mar  | Apr  | Mag  | Giu  | Lug  | Ago  | Set  | Ott  | Nov  | Dic  | Inv      | Pri      | Est      | Aut      | Anno |
| --------------------- | ---- | ---- | ---- | ---- | ---- | ---- | ---- | ---- | ---- | ---- | ---- | ---- | -------- | -------- | -------- | -------- | ---- |
| T. max. media (°C)    | 2,3  | 3,8  | 7,0  | 10,7 | 14,6 | 18,7 | 21,5 | 21,4 | 17,8 | 12,5 | 7,2  | 3,8  | 3,3      | 10,8     | 20,5     | 12,5     | 11,8 |
| T. min. media (°C)    | −3,6 | −2,4 | 0,2  | 3,8  | 7,8  | 11,0 | 13,2 | 13,1 | 10,7 | 6,0  | 1,7  | −1,6 | −2,5     | 3,9      | 12,4     | 6,1      | 5,0  |

Classificazione climatica del comune: E, 2.750 gradi giorno

## Origini del nome
Il toponimo di Savogna deriva dalla voce slovena sovodenj, che in italiano significa "luogo di confluenza di due corsi d'acqua" (in questo caso dei torrenti Alberone e Rieca).
Il toponimo venne indicato già nel XV secolo con la dicitura in villa Zavodnja.

## Storia
La regione fu abitata sino dai tempi più antichi. Scavi effettuati nella grotta chiamata "Velika Jama" hanno portato al rinvenimento di notevoli reperti (frammenti ceramici, ossa lavorate, conchiglie) del neolitico e del bronzo antico; presso Gabrovizza sono state rinvenute un'ascia di rame piatta, forse riferita al bronzo antico, e monete del terzo secolo a.C..
La località di Savogna venne nominata per la prima volta in documenti risalenti al XV secolo dove viene indicata come "villa Zavonja". La storia del Comune si identifica con quella della Slavia veneta. Nel secolo VII popolazioni slave entrarono in Italia, al seguito degli Avari, ed occuparono e colonizzarono le Valli del Natisone. Ebbero diversi scontri, con alterne fortune, con i Longobardi, che dopo il 568 avevano conquistato quasi tutta la penisola. Le azioni bellicose terminarono dopo la stipula di un trattato che definiva i confini tra le due comunità e lasciava le terre della zona collinosa alle popolazioni slave.
In seguito, la popolazione delle Valli del Natisone, dal periodo del Patriarcato di Aquileia sino alla caduta della Repubblica di Venezia, godette, come riconoscenza dell'azione di controllo e difesa dei confini nord-orientali del Friuli svolta dalle milizie locali all'uopo costituite, di una notevole autonomia amministrativa e giudiziaria; queste funzioni venivano infatti gestite dagli arenghi formati dai rappresentanti (decani) eletti dalle famiglie dei paesi più importanti delle due Banche di Merso ed Antro. Il territorio comunale faceva parte, con le contrade di Cepletischis, Savogna e Brizza, della banca di Antro. L'Arengo dei decani delle convalli di Antro si riuniva, per il disbrigo degli affari amministrativi e giudiziari di prima istanza relativi alle popolazioni della Val Natisone e della Valle dell'Alberone, intorno alla lastra di pietra posta all'ombra dei tigli che crescevano nei pressi dell'abitato di Biacis. Le due Banche di Antro e Merso formavano poi, insieme, il Grande Arengo che si riuniva, ordinariamente una volta all'anno, nei pressi della chiesetta di San Quirino e trattava gli interessi generali di tutta la Slavia veneta.
L'arrivo delle truppe di Napoleone e la conseguente imposizione del sistema amministrativo francese, portò alla soppressione di ogni forma di autonomia locale ed alla suddivisione del territorio in "comuni" previa abolizione delle 36 "vicinie" esistenti. In particolare, nelle Valli del Natisone furono istituiti gli otto comuni di San Pietro, San Leonardo, Savogna, Stregna, Drenchia, Grimacco, Rodda e Tarcetta (gli ultimi due nel 1928 si fusero formando il comune di Pulfero). Nel 1797, con il Trattato di Campoformio, la Benečija (Slavia veneta) venne assegnata in amministrazione all'Austria; successivamente, dopo la pace di Presburgo passò, per un breve periodo, al Regno d'Italia napoleonico. Nel 1815, dopo la stipula della convenzione di Schiarino-Rizzino tornò all'Austria come parte integrante del Regno Lombardo Veneto. Infine nel 1866, a seguito della terza guerra d'indipendenza, dopo la pace di Vienna ed il plebiscito del Veneto del 1866, si staccò dai domini absburgici per passare sotto il Regno d'Italia sabaudo.
Le alture del Comune sono ricordate anche per gli avvenimenti legati alla prima guerra mondiale. Sulla cima del Matajur e sui contrafforti del Colovrat passava infatti l'estrema linea difensiva approntata dalla 2ª Armata per impedire l'avanzata del nemico nella pianura friulana in caso di ritirata delle truppe combattenti nelle linee avanzate. La mattina del 24 ottobre 1917, con l'inizio della battaglia di Caporetto, tutto il territorio comunale venne interessato da un violento bombardamento che provocò ingenti danni e perdite di vite umane sia militari che civili. Successivamente il tenente Erwin Rommel, con un attacco a sorpresa, riuscì ad annientare la resistenza delle truppe italiane dislocate sul monte Colovrat per poi dirigersi verso il monte Matajur ed a conquistarne la vetta, inutilmente difesa dalla brigata Salerno. La caduta del monte dette via libera alla veloce invasione delle truppe nemiche che, attraverso i valichi di Stupizza e Luico/Polava, si riversarono nella pianura friulana per poi arrestarsi solo sulla linea del Piave. In quei frangenti, nei pressi di Polava si tennero alcuni degli scontri di maggiore entità tra i militari italiani e le truppe austroungariche.

### Simboli
Lo stemma e il gonfalone sono stati concessi con DPR del 12 giugno 1984.
Il gonfalone è un drappo di bianco.

## Monumenti e luoghi d'interesse

### Architetture religiose
- nel capoluogo comunale: chiesa parrocchiale dei Santi Ermacora e Fortunato, edificata nel 1919;
- A Montemaggiore: chiesa dei Santi Gervasio e Protasio, risalente al XX secolo
- A Stermizza: chiesa di Sant'Andrea Apostolo, risalente al XIX secolo
- A Cepletischis: chiesa della Santa Croce, consacrata il 9 settembre del 1896
- A Brizza: chiesa di Santa Lucia "in monte", costruita ad una quota di 581 metri s.l.m. nella prima metà del XVI secolo, consacrata nel 1568 e restaurata nel 1773 e nel 1782; ha all'interno un altare ligneo del 1782;
- A Pechinie: chiesetta di San Michele Arcangelo, costruita nel XIV secolo e consolidata dopo i terremoti del 1511 e 1513;
- A Tercimonte: chiesa costruita nel 1100 e completamente ristrutturata nel 1891[27].

### Affreschi di carattere religioso
A testimonianza della religiosità popolare degli antichi abitanti del Comune, sulla facciate di diverse abitazioni private sono visibili affreschi di natura sacra ancora relativamente ben conservati e quasi tutti attribuiti al pittore friulano Jacob Malar (Jacum Pitor). Tra i tanti si possono ammirare:
- a Cepletischis un affresco dei primi del Novecento raffigurante la Sacra Famiglia;
- a Stermizza un affresco raffigurante la Madonna Regina con in braccio il Bambino Gesù, datato fine 1800;
- a Tercimonte, su una casa risalente al 1889, un affresco raffigurante la crocifissione datato 1902.

### Centro buddista

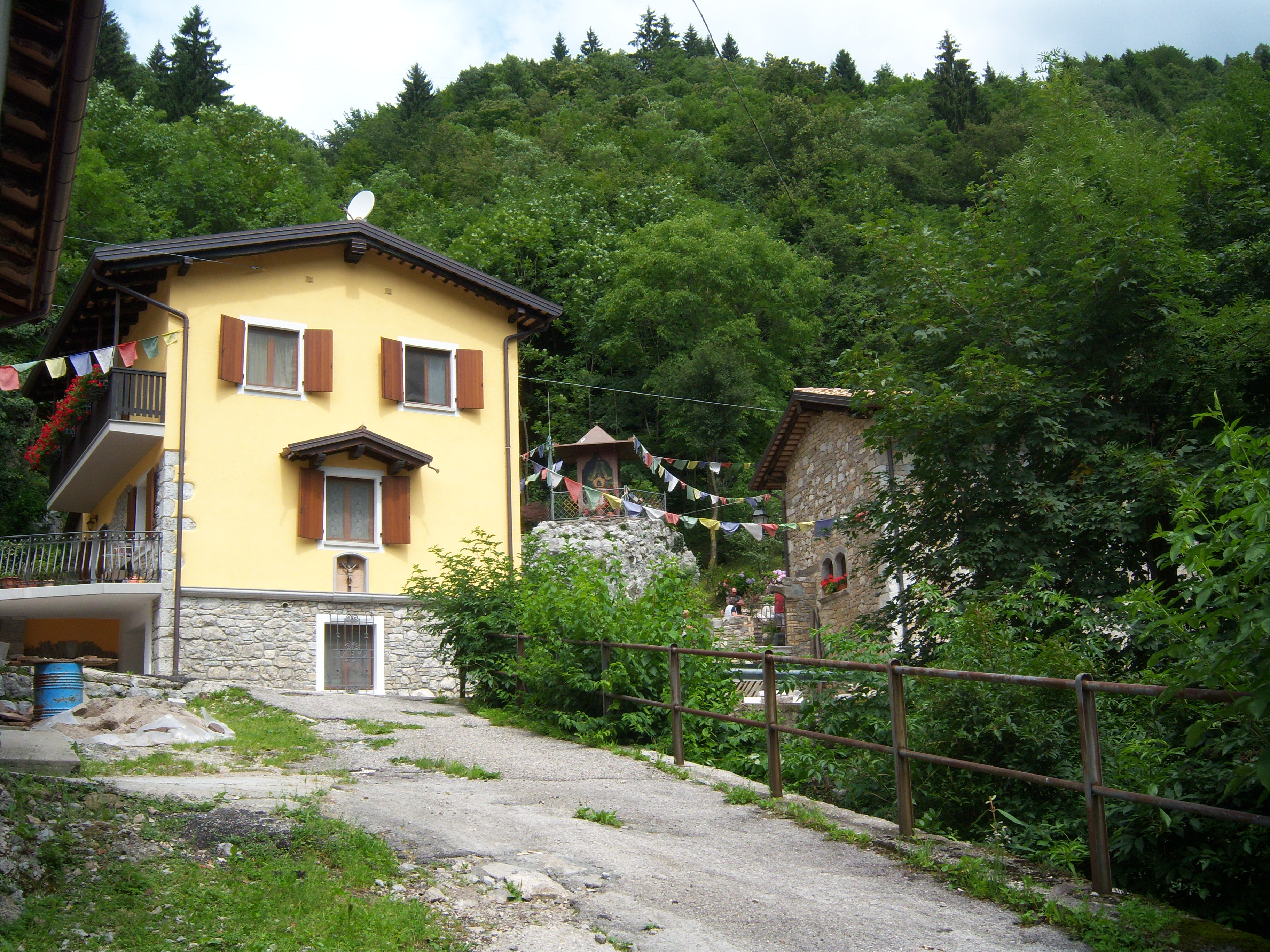
Il Centro buddista

Presso l'abitato di Polava è operante dal 1990 il Centro buddista Cian Ciub Ciö Ling. Il Centro è stato recentemente ingrandito con la realizzazione di una nuova sede ed è stato visitato, nel dicembre del 2007, dal XIV Dalai Lama.

### Architettura rurale
Nelle vicinanze dei paesi di Ieronizza, Masseris, Dus, Iellina, Tercimonte e Gabrovizza si possono osservare numerosi esempi delle costruzioni chiamate kozolec. Si tratta di fabbricati in pietra e legno, caratteristici dell'architettura rurale dell'area etnica slovena, che vengono adibiti ad essiccatoi dei prodotti agricoli come funzione principale ed a deposito delle attrezzature agricole come mansione secondaria.

## Società

### Evoluzione demografica
Abitanti censiti

### Lingue e dialetti
Il censimento del 1971 riscontrava che il 77,2% della popolazione del comune si dichiarava appartenente alla minoranza linguistica slovena. Nel comune, accanto alla lingua italiana, è ufficialmente tutelata la lingua slovena.

### Associazioni
- Pro Loco Matajur di Savogna;
- Gruppo ANA di Savogna
- Associazione Sportiva Dilettantistica Savognese
- Polisportiva Monte Matajur

## Cultura

### Eventi
- 1º maggio: Triajur, manifestazione sportiva non competitiva che si svolge in tre frazioni (ascesa in mountain bike da Savogna a Montemaggiore/corsa in salita a piedi da Montemaggiore alla cima del monte Matajur/discesa a piedi fino all'arrivo posto a Masseris)[34];
- La notte del 23 giugno: a Masseris, Tercimonte e Montemaggiore allegra serata con l'accensione del kries (falò di San Giovanni) per festeggiare il solstizio d'estate;
- Il 12 luglio: a Savogna in occasione della festa dei santi Ermacora e Fortunato, sagra paesana con musica e teatro locale;
- In agosto: a Montemaggiore festa di San Lorenzo, sagra paesana con giochi per adulti e bambini;
- A settembre: sul monte Matajur fiera - festa della montagna;
- A ottobre: a Masseris, Tercimonte, Cepletischis e su Matajur festa delle castagne, sagra paesana con caldarroste e ribolla.

## Geografia antropica

### Frazioni
Barza/Barca, Blasin/Blažin, Brizza di Sopra/Gorenje Barca, Brizza di Sotto/Dolenje Barca, Cepletischis/Čeplešišče, Crisnaro/Kranjac, Dus/Duš, Fletta/Fleta, Franz/Franci, Gabrovizza/Gabruca, Iellina/Jelina, Ieronizza/Jeronišče, Losaz/Ložac, Masseris/Mašera, Montemaggiore/Matajur, Pechinie di Sopra/Gorenje Pečnije, Pechinie di Sotto/Dolenje Pečnije,Podar, Podoreg/Podorieh, Polava, Savogna/Sauodnja, Stefenig/Stiefinči, Stermizza/Starmica, Tercimonte/Tarčmun.

## Infrastrutture e trasporti

### Strade
L'area comunale è attraversata dalla strada provinciale n°11 della Val Alberone, che collega Azzida con Savogna, e dalle due strade comunali che iniziano nel capoluogo e proseguono verso i confini nord orientali del comune. La prima di queste strade sale lungo i fianchi del Matajur e, passando per Ieronizza e Stermizza, conduce a Montemaggiore, che, con i suoi 955 m s.l.m. è il paese più alto della zona. La seconda arriva alla frazione di Gabrovizza e da lì prosegue o verso Polava fino alla sella di Luico ed al confine con la Slovenia, oppure verso la frazione di Masseris per poi arrampicarsi fino al rifugio Guglielmo Pelizzo a quota 1325 m s.l.m., a poca distanza dalla vetta del Matajur.

## Amministrazione
| Periodo | Periodo   | Primo cittadino   | Partito              | Carica      | Note                 |
| ------- | --------- | ----------------- | -------------------- | ----------- | -------------------- |
| 1985    | 1990      | Cudrig Paolo      | Democrazia Cristiana | Sindaco     |                      |
| 1990    | 1995      | Cudrig Paolo      | Democrazia Cristiana | Sindaco     |                      |
| 1995    | 1999      | Petricig Pasquale | Lista civica         | Sindaco     |                      |
| 1999    | 2004      | Cernoia Lorenzo   | Lista civica         | Sindaco     |                      |
| 2004    | 2009      | Cernoia Lorenzo   | Lista civica         | Sindaco     |                      |
| 2009    | 2011      | Loszach Marisa    | Lista civica         | Sindaco     | comune commissariato |
| 2011    | 2012      | Damele Daniele    |                      | commissario |                      |
| 2012    | 2022      | Cendou Germano    | Lista civica         | Sindaco     |                      |
| 2022    | in carica | Bragalini Tatiana | Lista civica         | Sindaco     |                      |

Dati del Ministero dell'Interno.

### Altre informazioni amministrative
Il comune, dopo la soppressione della Comunità Montana del Torre, Natisone e Collio, fa parte della Unione Territoriale Intercomunale (UTI) del Natisone.
 Dal 1º gennaio 2021, a seguito della soppressione delle UTI, è entrato a far parte della Comunità montana Natisone e Torre.